# Вторая версия «Трёх этюдов у подножия распятия»
Вторая версия «Трёх этюдов у подножия распятия» (англ. Second Version of Triptych 1944) —  триптих 1988 года, написанный ирландским художником Фрэнсисом Бэконом. Это переработка «Трёх этюдов к фигурам у подножия распятия» 1944 года, самого известного триптиха Бэкона, который закрепил за ним репутацию одного из самых выдающихся послевоенных художников Англии.
Бэкон часто писал вторые версии своих основных полотен, в том числе «Картины» (1946), которую он воспроизвёл в 1971 году, когда оригинальная версия стала слишком хрупкой для перевозки на выставки. В 1988 году Бэкон почти завершил свою работу над копией «Трёх этюдов к фигурам у подножия распятия». При ширине и высоте 198 на 148 см, эта вторая версия более чем в два раза превышала по размеру оригинал, оранжевый фон которого был заменён на кроваво-красный. Причина, по которой он создал «Вторую версию „Трёх этюдов у подножия распятия“», остаётся неясной, хотя Бэкон говорил Ричарду Куку: «Я всегда хотел написать увеличенную версию первых [Трёх этюдов]. Я думал, что она могла выйти хорошо, но я думаю, что первая была лучше. Мне пришлось бы снова использовать апельсин, чтобы произвести шок, то, что не сможет сделать красный цвет. Но скучность этого процесса, возможно, разубедила меня это делать, потому что смешивать этот апельсин с пастелью, а затем давить его было огромной работой».
Фигуры занимают на холсте пропорционально меньше места, чем в версии 1944 года, что, согласно каталогу галереи Тейт, «погрузило их в глубокую пустоту». Триптих встретил неоднозначную реакцию, так он вызвал критику со стороны тех, кто считал, что его более утончённая живописная техника лишила изображение большей части силы, характерной для оригинала. Денис Фарр высказал мнение, что, хотя более крупный масштаб второй версии придал ей «очень эффектную величественность», её изящное представление уменьшило её шокирующую ценность. Критик Джонатан Мидс также отмечал, что, хотя триптих 1988 года был более отточенным и живописным, ему не хватало сырости оригинала.